# Litteraturkritikernes Lav
Litteraturkritikernes Lav er en dansk forening af litteraturkritikere, der har en fast tilknytning til dansk trykt eller elektronisk presse.
Det er foreningens formål "...at repræsentere danske litteraturkritikere og varetage deres interesser".
Lavets fornemste opgave er den årlige uddeling af de to litteraturpriser Kritikerprisen samt Georg Brandes-Prisen.
Kritikerprisen blev oprindelig indstiftet af Forlæggerforeningen i 1957, men udpegning af prismodtagere blev fra 1971 overdraget til Litteraturkritikernes Lav. Den årlige prismodtager findes efter en urafstemning blandt foreningens medlemmer. Prisen uddeles ifølge de nugældende regler "...for et værk, der er udkommet siden sidste prisuddeling og hvis litterære kvalitet, gør det fortjent til større offentlig opmærksomhed" og "...for et værk, der i sig selv eller som led i et forfatterskab gør sig fortjent til Kritikerprisen". 
Georg Brandes-Prisen er grundlagt af Lavet selv i 1969. Prisen uddeles af et særligt nedsat udvalg og gives "...til fremhævelse af et værk inden for dansk litteraturkritik og -forskning". 

## Eksterne links
- Litteraturkritikernes Lav – officiel website